# Cambará Esporte Clube
Cambará Esporte Clube é uma agremiação esportiva da cidade de Cambará, Paraná. Atualmente disputa a Taça Paulista. Fundada no dia 28 de fevereiro de 2012, a equipe se profissionalizou em 2017 para disputar a Taça Paulista de 2017.